# Championnat de Tunisie masculin de volley-ball 1983-1984
Navigation
Saison précédente Saison suivante
Le championnat de Tunisie masculin de volley-ball 1983-1984 est la 29e édition à se tenir depuis 1956. Il est disputé par les douze meilleurs clubs du pays en deux phases : une première en aller simple et une seconde en trois poules de quatre clubs : play-off, honneur et play-out.
Le Club sportif sfaxien, dirigé par Foued Kammoun et invaincu au cours des deux phases, remporte le championnat avec un effectif composé de Mohamed Ben Aouicha, Fayçal Laaridhi, Ghazi Mhiri, Chedly Jellouli, Karray Benghazi, Khaled Keskes, Mohamed Hachicha, Kais Kharrat, Maher Keskes, Abdelaziz Ben Abdallah, Mohamed Ben Hmida et Mohamed Sarsar. Néanmoins, la coupe de Tunisie lui échappe au profit du Club africain, à l'issue d'un match très disputé (3-2) où le premier mène 2-0 (11-15, 7-15, 15-4, 15-11, 15-13).
En bas du tableau, les nouveaux promus que sont l'Association sportive des PTT et l'Étoile sportive de Radès rétrogradent et cèdent leurs places à l'Étoile sportive du Sahel et au Club sportif de Hammam Lif.

## Division nationale

### Première phase
| Rang | Équipe                            | Points | Matchs | Victoires | Défaites |
| 1    | Club sportif sfaxien              | 22     | 11     | 11        | 0        |
| 2    | Club africain                     | 20     | 11     | 9         | 2        |
| 2    | Espérance sportive de Tunis       | 20     | 11     | 9         | 2        |
| 4    | Club olympique de Kélibia         | 18     | 11     | 7         | 4        |
| 5    | Saydia Sports                     | 18     | 11     | 7         | 4        |
| 6    | Avenir sportif de La Marsa        | 16     | 11     | 5         | 6        |
| 6    | Étoile olympique La Goulette Kram | 16     | 11     | 5         | 6        |
| 6    | Association sportive des PTT Sfax | 16     | 11     | 5         | 6        |
| 9    | Stade sportif sfaxien             | 14     | 11     | 3         | 8        |
| 9    | Aigle sportif d'El Haouaria       | 14     | 11     | 3         | 8        |
| 11   | Étoile sportive de Radès          | 13     | 11     | 2         | 9        |
| 12   | Association sportive des PTT      | 11     | 11     | 0         | 11       |

### Play-off
| Rang | Équipe                      | Points | Matchs | Victoires | Défaites | Sets pour | Sets contre |
| 1    | Club sportif sfaxien        | 12     | 6      | 6         | 0        | 18        | 1           |
| 2    | Club africain               | 10     | 6      | 4         | 2        | 13        | 7           |
| 3    | Club olympique de Kélibia   | 8      | 6      | 2         | 4        | 6         | 13          |
| 4    | Espérance sportive de Tunis | 6      | 6      | 0         | 6        | 2         | 18          |

### Honneur
| Rang | Équipe                            | Points | Matchs | Victoires | Défaites | Sets pour | Sets contre |
| 1    | Association sportive des PTT Sfax | 11     | 6      | 5         | 1        | 15        | 7           |
| 2    | Avenir sportif de La Marsa        | 9      | 6      | 3         | 3        | 13        | 11          |
| 3    | Étoile olympique La Goulette Kram | 8      | 6      | 2         | 4        | 10        | 14          |
| 4    | Saydia Sports                     | 8      | 6      | 2         | 4        | 9         | 15          |

### Play-out
| Rang | Équipe                       | Points | Matchs | Victoires | Défaites | Sets pour | Sets contre |
| 1    | Stade sportif sfaxien        | 10     | 6      | 4         | 2        | 12        | 9           |
| 2    | Aigle sportif d'El Haouaria  | 9      | 6      | 3         | 3        | 11        | 11          |
| 3    | Association sportive des PTT | 9      | 6      | 3         | 3        | 13        | 13          |
| 4    | Étoile sportive de Radès     | 8      | 6      | 2         | 4        | 13        | 13          |

## Division 2
L'Étoile sportive du Sahel dirigée par Mohamed Bahri Trabelsi est championne de deuxième division et accède avec le  Club sportif de Hammam Lif en division nationale. Le Club athlétique bizertin et le Club sportif de Jendouba rétrogradent en division 3 et cèdent leurs places au Wided athlétique de Montfleury et au Club sportif de la Garde nationale.
- Étoile sportive du Sahel
- Club sportif de Hammam Lif
- Zitouna Sports
- Fatah Hammam El Ghezaz
- Tunis Air Club
- Gazelec sport de Tunis
- Union sportive des transports de Sfax
- Union sportive de Carthage
- Club sportif de Jendouba
- Club athlétique bizertin